# Journal of American Studies
Das Journal of American Studies (kurz AMS bzw. J. Am. Stud.) ist eine quartalsweise erscheinende, englischsprachige Fachzeitschrift, die die Themen Geschichte, Literatur, Politik und Kultur der Vereinigten Staaten von Amerika (American Studies) abdeckt. Die Zeitschrift wurde 1967 gegründet, erster Herausgeber war Dennis Welland.
Die Fachzeitschrift erscheint bei Cambridge University Press für die British Association for American Studies. Die Zeitschrift ist Nachfolgezeitschrift für das Bulletin of the British Association for American Studies (1956–1959) und das Bulletin of the British Association for American Studies New Series (1960–1966).